# Cleveland Browns
Los Cleveland Browns (en español, Browns de Cleveland) son un equipo profesional de fútbol americano de los Estados Unidos con sede en Cleveland, Ohio. Compiten en la División Norte de la Conferencia Americana (AFC) de la National Football League (NFL) y disputan sus partidos como locales en el Huntington Bank Field.

## Historia

### 1946-1949: Fundación y dominio en la AAFC
Los Cleveland Browns nacen, siendo propietario Arthur McBride, en 1946 para jugar en la recién creada All-America Football Conference. Los aficionados eligieron para el equipo el nombre de Panthers, pero se descartó porque ya había un equipo fallido de fútbol americano con ese nombre, tras volver a convocar a los aficionados salió elegido el nombre de Browns, al entrenador en jefe Paul Brown no estaba muy conforme con que el equipo se llamara como él, pero al final dio su consentimiento para que el nombre del equipo fuera Browns en su honor.
Los Browns ganaron los cuatro títulos que se disputaron de la AAFC, llegando a estar invictos durante casi dos temporadas (29 partidos), acumulando 18 victorias seguidas. Cleveland demostró un gran apoyo hacia los Browns desde el primer momento, estableciendo cifras récord de asistencia, y obligando a la franquicia de la NFL en la ciudad, los Rams, a moverse a Los Ángeles.

### 1950-1956: Llegada a la NFL, los títulos
Tras el fracaso de la AAFC los Browns se unieron en 1950 a la NFL llegando a la final las primeras seis temporadas y ganando el campeonato en tres ocasiones (las seis finales se disputaron contra los Detroit Lions o contra los Rams de L.A.). En este gran equipo destacó la figura del mariscal Otto Graham al que las lesiones le obligaron a retirarse tras ganar el título en 1955, la temporada siguiente sería la primera en la que los Browns no llegarían a la final por el título.

### 1957-1965: La era de Jim Brown
En 1957 el equipo de Cleveland elige en el draft al corredor de la Universidad de Syracuse Jim Brown, que lideraría el juego de carrera de la liga en ocho de las nueve campañas que estuvo en activo (además de MVP en dos ocasiones). Ese mismo año el equipo llegaría otra vez a la final del campeonato, en la que se enfrentaron a los Detroit Lions y de la que salieron perdedores (59-14). Entre 1958 y 1961 Brown seguía liderando el juego de carrera en la liga, con cifras que a veces doblaban a sus rivales, y apoyado en ocasiones con grandes actuaciones de sus compañeros, como la del quarterback Milt Plum en 1960 (con 21 pases de touchdown). En 1961 Art Modell compraría el club.
En 1962, por primera y única vez en su carrera, Brown no fue el mejor corredor, además las crecientes diferencias con el entrenador Paul Brown empeoraron la situación y al final de la temporada, el fullback encabezó una revuelta de los jugadores en la que le pidieron la cabeza del entrenador, más tarde Paul Brown fue despedido, siendo sustituido por Blanton Collier. En 1963 el fullback volvería a encabezar la NFL, al igual que en 1964, año en que los Browns ganarían su última final al derrotar a Baltimore, final que volverían a disputar en 1965 pero que perderían contra los Green Bay Packers, perdiendo también a Jim Brown que se retiraría para dedicarse al cine.
En 1966, primera edición del Superbowl, el relevo en el juego terrestre de los Browns recayó en Leroy Nelly que haría más de 1000 yardas esa y las dos temporadas siguientes, sin embargo no sería suficiente para alcanzar los play-offs. Al año siguiente tampoco harían una gran temporada , pero suficiente para liderar la nueva Century Division de la Conferencia Este aunque cayeron derrotados por los Dallas Cowboys en la final de conferencia.

### 1968-1973
En 1968, ficharon al quarterback de los Pittsburgh Steelers Bill Nelsen, y la mejora fue sensible, ganando la división y la final de conferencia en la que dominaron a los Cowboys, pero no llegaron al Superbowl III al ser humillados en la final de la NFL contra los Baltimore Colts (34-0). En 1969 Nelsen volvió a encontrar apoyo en receptores como Paul Warfield y Gary Collins, acabando de nuevo líderes de la Century Division, ganando de paliza la conferencia frente a los Cowboys, pero perdiendo otra vez en la final de la NFL esta vez contra los Minnesota Vikings.

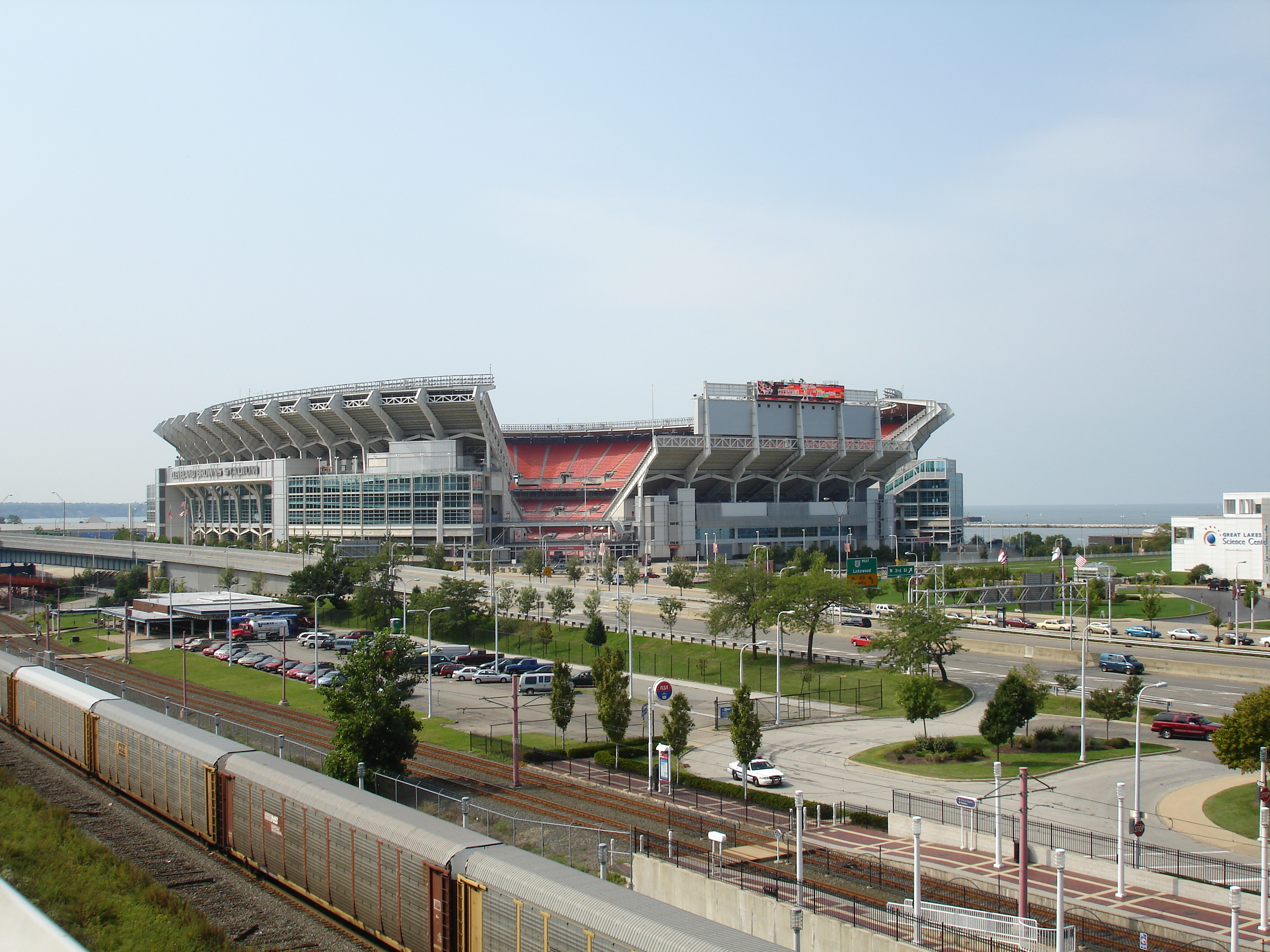
First Energy Stadium, el estadio de los Browns.

En 1970 la unión de la NFL y la AFL haría que se trasladaran a la American Football Conference los Steelers, Colts y Browns, estos últimos en la Central Division. El equipo acabaría con un balance de 7-7 sin opciones de playoffs. En 1971, antes del inicio de la temporada el HC Blanton Collier dejó el cargo por motivos de salud y su lugar lo ocupó Nick Skorich, con él se logró una marca de 9-5 y el título de la Central Division, pero en el playoff divisional fueron fácilmente eliminados por los Baltimore Colts (20-3).
Con Mike Phipps como QB en 1972 los Browns lograron un balance de 10-4 que les daría la plaza de Wild Card, estando a punto de estropear la “temporada perfecta” de los Dolphins, pero los de Miami consiguieron remontar y llevarse finalmente el partido. En 1973 pese la buena temporada del hombre de la DL Jerry Sherk, Phipps lanzó 9 TDs y 20 intercepciones, y además ningún corredor logró más de 600 yardas. El equipo acabó 7-5-2 y fuera de playoffs.

### 1974-1984: Los Kardiac Kids
En 1974 entre Phipps y el novato Brian Sipe sumaron 10 TDs y 24 intercepciones, por primera vez en su historia Cleveland acabó con balance negativo (4-10) y Nick Skorich tuvo que dejar el cargo. Pese a la llegada de Forrest Greg como H.C. las cosas no mejorarían en 1975 y se repetiría el balance negativo (3-11).
En 1976, con Brian Sipe como QB titular, los Browns acabarían 9-5 aunque no sería suficiente para llegar a playoffs. En 1977 las cosas comenzaron bien pero se torcieron al lesionarse Sipe, para acabar 6-8 y con la marcha de Forrest Greg.
En 1978 el cargo de H.C. recayó en Sam Rutigliano, Sipe lanzó 21 TDs y el juego de carrera (comandado por Greg Pruitt y Mike Pruitt) lograría más de 2500 yardas, sin embargo, factores como la débil defensa contra el pase provocaron un balance final de 8-8. En 1979 Sipe lanzó 28 TDs y 26 intercepciones, y la defensa siguió dando demasiadas opciones a los rivales, para acabar la temporada 9-7. Durante este período al equipo se le puso el apodo de los “Kardiac Kids” por la gran cantidad de partidos reñidos que jugaba.
En 1980 Sipe fue MVP de la liga y la OL tuvo tres jugadores de la Pro Bowl, ganando la división 11-5 y jugando su primer partido de playoff en ocho años contra los Oakland Raiders. A falta de segundos para el final, Cleveland estaba en la zona field-goal  y perdiendo 14-12. Entonces pidieron tiempo muerto, Sipe consultó con Rutigliano, y los Browns ejecutaron la RED RIGHT 88 (que pasaría a la historia) en la que Sipe buscó al TE Ozzie Newsome en la end-zone de Oakland, pero fue interceptado y los de Cleveland eliminados. El hecho de que no se jugarán directamente el field-goal se debe a que su kicker, Dan Cockroft, durante el partido ya había fallado dos y dos puntos extra (uno bloqueado y otro debido a un mal snap). En 1981 los Browns se resintieron de este golpe y acabaron 5-11, aunque Newsome iría a la Pro Bowl.
En 1982, con una temporada acortada por la huelga, pese a acabar 4-5 entrarían en un sistema expandido de playoffs, donde fueron fácilmente derrotados por los Raiders. En 1983 pese a la buena temporada de Sipe y Mike Pruitt el balance de 9-7 no sería suficiente para entrar en playoffs.
En 1984 Sipe dejó la liga, Mike Pruitt estaría lesionado antes de irse a los Bills y Rutigliano fue sustituido por Marty Schottenheimer cuando los Browns iban 1-7. En 1985 el QB novato Bernie Kosar se consolidó como titular y Earnest Byner y Kevin Mack corrieron para más de 1000 yardas cada uno. Tras acabar primeros de división con 8-8, solo la inspiración de Dan Marino eliminó a unos Browns que ganaban al descanso del playoff divisional 20-3.

### 1985-1990: The Drive y The Fumble
En 1986 la actuación de Kosar y una defensa con cinco jugadores de Pro Bowl permitirían lograr un 12-4, salvando de milagro el partido de playoff divisional contra los Jets pese a estar en 3º y 24 a menos de cuatro minutos para el final y perdiendo 20-10. Pero la desgracia esperaba en el partido por el campeonato de la AFC contra los Denver Broncos, pese a ir ganando 20-13 a falta de 5:32 para el final y los Broncos acorralados en su yarda 2. Surgió entonces la figura de John Elway para dirigir el (histórico) DRIVE y recorrer las 98 yardas del campo, con 28 yardas de carrera en cinco jugadas, incluidos dos scrambles de Elway para 20 yardas, y con 78 yardas en seis pases completos, incluido uno de 20 yardas en un 3º y 18 tras un sack para -8 yardas. Además Denver logró agotar prácticamente el reloj y las posibilidades de Cleveland.
En 1987 ocho jugadores viajaron a la Pro Bowl, el equipo acabó 10-5, ganó fácilmente el playoff divisional a los Indianapolis Colts y viajó a Denver para la revancha por el título de conferencia. La desgracia esta vez vendría en forma de FUMBLE (también histórico). Los Browns lograron remontar un 21-3 al descanso con cuatro TDs en la segunda mitad, pero Denver volvió a ponerse por delante 38-31 a falta de menos de cinco minutos para el final y Kosar logró llevar a su equipo hasta la yarda 8 rival. Entonces los Browns decidieron ejecutar un draw para la carrera de Earnest Byner pero el DB de los Broncos Jeremiah Castille hizo que perdiera la posesión, y Cleveland la eliminatoria. La prensa y aficionados cargaron contra Byner pese a su influencia en la remontada, con 67 yardas de carrera, 120 de pase y dos TDs. Además varias voces, incluida la del Schottenheimer, ven determinante la acción del WR de Cleveland Webster Slaughter que tras avanzar prefirió girarse para ver la jugada en lugar de bloquear a Castille. El DB, libre de marca y consciente de la fortaleza de Byner vio más factible quitarle el balón que placarle, acertando de pleno.
En 1988 pese a las lesiones de Kosar y dos de sus reservas el balance fue de 10-6, pero fueron eliminados fácilmente por los Houston Oilers. Al final de temporada, Schottenheimer dejó el banquillo de mutuo acuerdo con Modell, cansados el uno del otro, ocupando su puesto Bud Carson. En 1989 con Slaughter en el Pro Bowl el equipo ganaría la división con una marca de 9-6-1, tras eliminar a Buffalo en el playoff divisional volvieron a Denver para la lucha por el título de la AFC, pero esta vez los Browns no consiguieron ponerle ni emoción al partido.
En 1990 Kosar lanzó por primera vez más intercepciones que TDs y no funcionó ni la carrera ni la defensa terrestre, acabando 3-13 y sin Carson desde mitad de temporada.

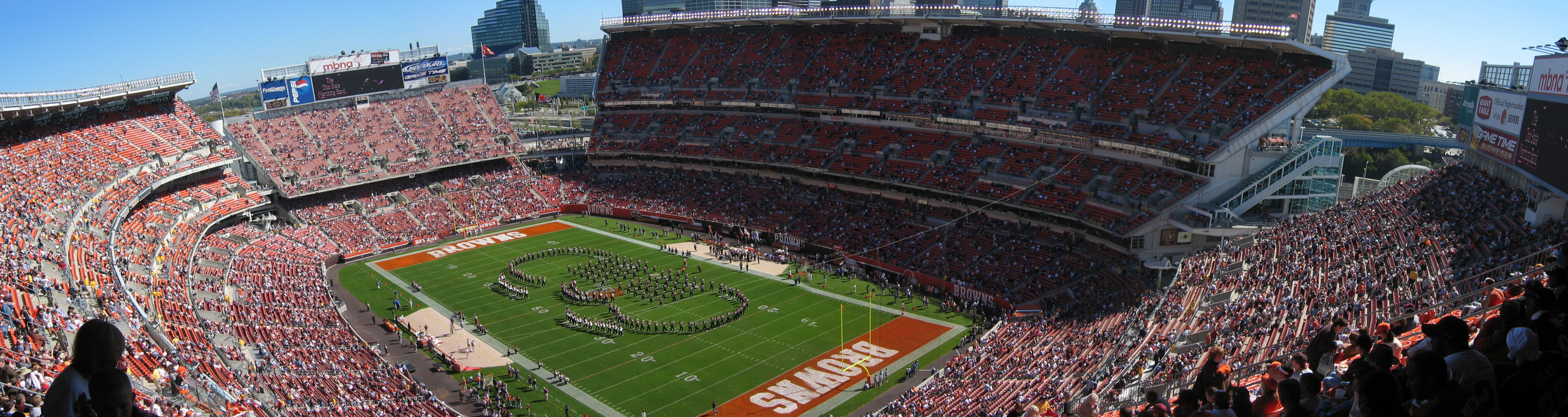
Interior del estadio de los Browns.

### 1991-1995
En 1991 llega Bill Belichick como H.C. pero la cosa apenas mejora hasta un 6-10. En 1992 las lesiones de Kosar y un bajón en los tres últimos partidos para acabar 8-8 y no llegar a los playoffs.
En 1993 toma la controvertida decisión de sentar a Kosar para poner a Vinny Testaverde, Bernie sería finalmente despedido lo que provocaría una reacción popular dirigida contra el técnico. El equipo acabaría fuera de playoffs 7-9 y con un balance de 2-7 tras el cambio de QB. En 1994 se logra un balance de 11-5 con cuatro probowlers en la defensa, tras ganar en el Wild Card a los Patriots, los Steelers pararían en seco a Cleveland ganándoles 29-9.
En 1995 Art Modell anuncia el traspaso de la franquicia a Baltimore, lo que supondría la falta de apoyo de los patrocinadores y una revuelta popular reflejada en multitud de querellas judiciales contra de la decisión del propietario. Finalmente la ciudad representada por su alcalde acepta un acuerdo que establecía que la herencia de los Browns (nombre, colores, récords, premios, archivos, historia, …) se quedaría legalmente en Cleveland. Además la NFL anunciaría que la franquicia de los Browns se desactivaría por tres años mientras se reconstruía el estadio del equipo, y a Modell se le garantizó un equipo en Baltimore que conservaría el personal del equipo de Cleveland. Deportivamente, tras empezar 3-1, los rumores y el anuncio provocaron un desastroso final de 5-11.

### 1996-1999
Entre 1996 y 1998 la NFL buscó un propietario para la franquicia, escogiendo finalmente a Al Lerner que le supondría un espaldarazo económico muy importante a los Browns. Además la directiva estaba formada por personas de gran experiencia como el antiguo presidente de los 49ers Carmen Policy y el General Manager Dwight Clark, que pondrían en el cargo de H.C. a Chris Palmer.

### 1999-presente

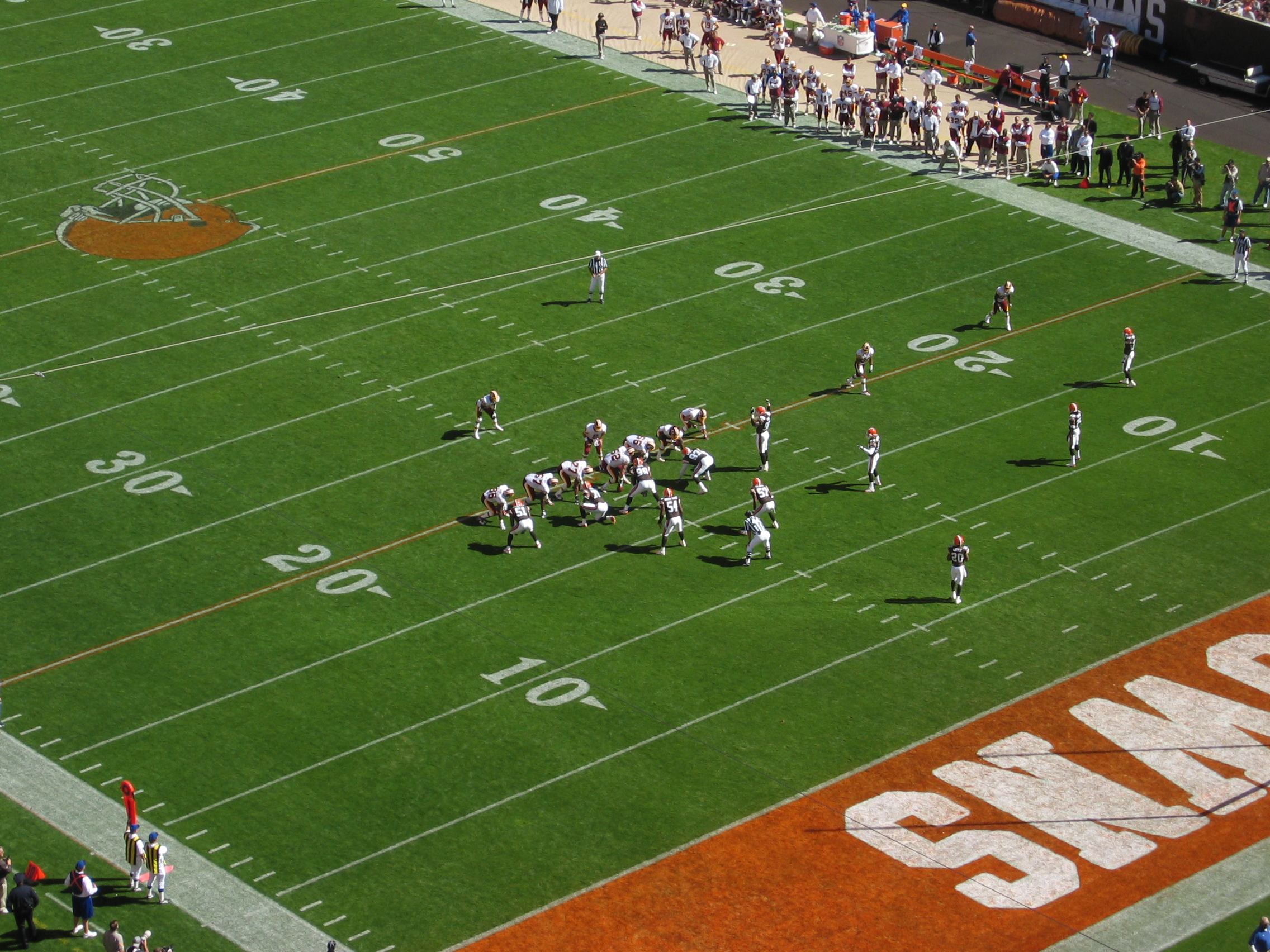
Partido de los Browns, en 2004.

Sin embargo los resultados no acompañaron a la franquicia reactivada, en 1999 con Tim Couch en su primera de las cinco temporadas como QB titular y solo con el WR Kevin Johnson a buen rendimiento, el resultado final fue un deprimente 2-14. En 2000 los QBs de Cleveland lanzaron 9 TDs y 19 intercepciones, dimitiendo Chris Palmer y acabando con otro bochornoso 3-13.
En 2001 se estrena como H.C. Butch Davis, Kevin Johnson repite buena actuación y también la tiene el probowler DE Jamir Miller en su última temporada con 13 sacks, los QBs siguen sumando más intercepciones que TDs pero la cosa mejora a un regular 7-9.
En 2002 muere Al Lerner dejando el equipo en manos de un trust controlado por su hijo Randy. El equipo liderado en la temporada regular por el RB William Green y el WR Quincy Morgan, logra un 9-7 que le da plaza de Wild Card para luchar contra los Steelers en playoff. En el partido de Wild Card los Browns ganaban 24-7 a falta de 3:50 para el final del tercer cuarto, pero fueron incapaces de dejar correr el reloj con un William Green que sumó 23 yardas en su carrera más larga y 7 yardas más en los 24 intentos restantes, y vieron atónitos como Pittsburgh ponía el definitivo 36-33 a falta de 54 segundos para el final.
En 2003 un bajón general en el rendimiento del equipo provocó un balance final de 5-11. En 2004 pese a fichar al ex-49er Jeff García la historia va a peor acabando 4-12 y con Terry Robiskie como H.C. interino desde diciembre. En 2005 se ficha como H.C. al tres veces campeón como coordinador defensivo de New England, Romeo Crennel y el cargo de General Manager recae en las manos de Phil Savage. El equipo acaba 6-10 destacando la humillante derrota 41-0 ante Pittsburgh en Cleveland. Al final de temporada la ciudad vuelve a removerse cuando corre el rumor de que el presidente John Collins piensa despedir a Savage, pero la reacción popular hace que sea Collins el que presente la dimisión.
En 2006, año del 60 aniversario de los Browns, el equipo fue uno de los equipos más activos en el período de la agencia libre, sin embargo, durante el training camp el equipo sufrió varios reveses de los que no se recuperaría. Durante la agencia libre los Browns ficharon al veterano Joe Jurevicius (WR), a LeCharles Bentley (C), a Kevin Shaffer (OT), a Dave Zastudill (P), y a los veteranos Ted Washington (NT) y Willie McGinest (LB). En el draft el equipo buscaba jugadores sobre los que construir la defensa 3-4, y para ello eligieron a Kamerion Wembley (OLB) y a D´Qwell Jackson (ILB) en las dos primeras rondas. Usando las siguientes rondas para buscar jugadores de futuro. Durante el training camp los Browns fueron perdiendo centers, la mayoría lesionados, debiendo hacer hasta cuatro refuerzos de emergencia en ese puesto. Tras un balance en la pretemporada de 2-2, la temporada regular sería un total fracaso acabando con solo cuatro victorias (todas ellas apretadas), con una humillación 31-0 en casa en la segunda edición de la “Batalla por Ohio” contra Cincinnati y sin ganar un partido de división por primera vez en su historia.

## Jugadores

### Miembros del Salón de la Fama
Los Cleveland Browns son el cuarto equipo que más jugadores aporta al Salón de la Fama del Fútbol Americano Profesional, con un total de 16:
| Pro Football Hall of Famers                                   | Pro Football Hall of Famers | Pro Football Hall of Famers | Pro Football Hall of Famers | Pro Football Hall of Famers  | Pro Football Hall of Famers |
| Año                                                           | N.º                         | Nombre                      | Carrera                     | Posición                     |                             |
| ------------------------------------------------------------- | --------------------------- | --------------------------- | --------------------------- | ---------------------------- | --------------------------- |
| 1965                                                          | 14, 60                      | Otto Graham                 | 1946–1955                   | Quarterback                  |                             |
| 1967                                                          | —                           | Paul Brown                  | 1946–1962                   | Head coach                   |                             |
| 1968                                                          | 76                          | Marion Motley               | 1946–1953                   | Fullback                     |                             |
| 1971                                                          | 32                          | Jim Brown                   | 1957–1965                   | Fullback                     |                             |
| 1974                                                          | 76                          | Lou Groza                   | 1946–1959 1961–1967         | Offensive tackle Placekicker |                             |
| 1975                                                          | 56, 86                      | Dante Lavelli               | 1946–1956                   | Wide receiver/Tight end      |                             |
| 1976                                                          | 80                          | Len Ford                    | 1950–1957                   | Defensive end                |                             |
| 1977                                                          | 30, 60                      | Bill Willis                 | 1946–1953                   | Liniero defensivo            |                             |
| 1981                                                          | 87                          | Willie Davis†               | 1958–1959                   | Defensive end                |                             |
| 1982                                                          | 81                          | Doug Atkins†                | 1953–1954                   | Defensive end                |                             |
| 1983                                                          | 49                          | Bobby Mitchell              | 1958–1961                   | Wide receiver Halfback       |                             |
| 1983                                                          | 42                          | Paul Warfield               | 1964–1969 1976–1977         | Wide receiver                |                             |
| 1984                                                          | 74                          | Mike McCormack              | 1954–1962                   | Offensive tackle             |                             |
| 1985                                                          | 22, 52                      | Frank Gatski                | 1946–1956                   | Offensive center             |                             |
| 1987                                                          | 16                          | Len Dawson†                 | 1960–1961                   | Quarterback                  |                             |
| 1994                                                          | 44                          | Leroy Kelly                 | 1964–1973                   | Running back                 |                             |
| 1995                                                          | 74                          | Henry Jordan†               | 1957–1958                   | Defensive tackle             |                             |
| 1998                                                          | 25                          | Tommy McDonald†             | 1968                        | Wide receiver                |                             |
| 1999                                                          | 82                          | Ozzie Newsome               | 1978–1990                   | Tight end                    |                             |
| 2003                                                          | 64, 68                      | Joe DeLamielleure           | 1980–1984                   | Offensive guard              |                             |
| 2007                                                          | 66                          | Gene Hickerson              | 1958–1973                   | Offensive guard              |                             |
| † La actuación con los Browns fue secundaria para su elección |                             |                             |                             |                              |                             |